# Meredith Thomas
Meredith Thomas, né le 6 juillet 1892 et mort le 20 mai 1984, est un officier gallois de la Royal Air Force. Il commence sa carrière militaire comme as de l'aviation pendant la Première Guerre mondiale, avec cinq victoires aériennes à son actif. Il monte de grande durant l'entre-deux-guerres et termine la Seconde Guerre mondiale avec le grade d'air vice-marshal et d'air officer commanding en Inde. Il prend sa retraite en 1946.

## Jeunesse
Meredith Thomas nait à Felindre, dans le comté de Radnorshire au Pays de Galles, le 6 juillet 1892.

## Première Guerre mondiale
Meredith Thomas rejoint le Queen's Westminsters (en) en août 1914, peu après le début de la Première Guerre mondiale,. Il part en France en janvier 1915 et sert comme fantassin sur le front occidental jusqu'au 2 décembre 1915, avant d'être affecté au Welch Regiment (en),.
Il passe au Royal Flying Corps en octobre 1916 et suit une formation de pilote,,. En 1917, il est affecté au No. 41 Squadron pour piloter un Royal Aircraft Factory FE.8, puis un Airco DH.5,,. Il devient flight commander avec le grade de capitaine par intérim le 29 mars 1917,,. 
Il remporte ses deux premières victoires en septembre 1917 aux commandes d'un Airco DH.5, détruisant le 25 un Albatros D.III près de Cambrai, et un autre le 28 à Bugnicourt,,. Après avoir été transféré sur un Royal Aircraft Factory SE.5a, il remporte trois victoires face à des Albatros D.V,,. 
Le 30 novembre 1917, il détruit un D.V. au-dessus de Rumilly à 13 h 45,,. Un quart d'heure plus tard, il se joint à ses camarades de squadron Russell Winnicott (en), Loudoun MacLean (en) et Frank Harold Taylor (en) pour en abattre un autre et le mettre hors de contrôle,,. Sa dernière victoire a lieu le 6 décembre 1917 à 14 h 50, lorsque lui et deux autres pilotes mettent un D.V hors de contrôle au-dessus de Sailly,,. Devenu ainsi un as, il retourne à son poste d'instructeur en Angleterre,,.

## Entre-deux-guerres
En 1919, Meredith Thomas est stationné en Allemagne ; il y reçoit l'Air Force Cross le 3 juin 1919. De 1920 à 1923, il sert en Irak en tant que flight lieutenant, occupant le poste de commandant d'aviation. Le 13 février 1920, il est affecté au No. 6 Squadron RAF (en), qui exploite des Royal Aircraft Factory R.E.8 et des chasseurs Bristol F.2 à partir de Mossoul ; il est mentionné dans les dépêches le 19 avril 1921. Au milieu de l'année 1921, il est transféré au No. 30 Squadron RAF (en) à Bagdad pour piloter un Airco DH.9a ; il est à nouveau cité le 28 octobre 1921. Il est décoré de la Distinguished Flying Cross le 10 octobre 1922.
Il revient du service extérieur le 1er mai 1923 pour commencer à fréquenter le RAF Staff College. Le 5 mai 1924, il est promu à un poste d'état-major. Il est promu squadron leader le 1er janvier 1926. Le 1er septembre 1928, il commence à instruire les cadets au Royal Air Force College de Cranwell.
De nouveau affecté à l'étranger, il commence à fréquenter le Command and Staff College, à Quetta au Pakistan, à partir du 24 décembre 1931. En décembre 1933, il est muté à l'état-major aérien, au quartier général de la RAF en Inde. Il est promu wing commander le 1er janvier 1934.
Meredith Thomas retourne dans les îles britanniques pour prendre le commandement du No. 6 Armament Training Camp basé à RAF Warmwell (en), le 24 mai 1937. L'année suivante, le 24 décembre 1931, il devient officier supérieur d'état-major de l'air pour le No. 5 Group RAF (en).

## Seconde Guerre mondiale
Avec l'arrivée de la guerre, il monte en grade et devient directeur de la formation technique le 7 août 1940. Le 1er décembre, il est nommé air commodore par intérim. Le 24 décembre 1941, il devient SASO du RAF Flying Training Command (en).
Le 2 août 1943, il est simultanément élevé au rang de air vice-marshal de l'air par intérim et nommé air officer commanding du No. 23 Group RAF (en). Le 8 mars 1944, il est nommé air officer commanding du quartier général de l'aviation en Inde. Il occupe ce poste jusqu'à la fin de la guerre.

## Fin de carrière et retraite
Le 22 janvier 1946, Thomas Meredith est maintenu dans ses fonctions de air vice-marshal. Il prend sa retraite le 18 avril 1946. Il meurt le 20 mai 1984, à Gloucester, en Angleterre.